# Langsnavelkarekiet
De langsnavelkarekiet (Acrocephalus caffer) is een zangvogel uit de familie Acrocephalidae (rietzangers). Het is een bedreigde, endemische vogelsoort op Tahiti, dat behoort tot de archipel de Genootschapseilanden (Frans-Polynesië).

## Kenmerken
De vogel is 19 cm lang, het is een grote karekiet met een lange snavel. Er zijn twee kleurvormen, een donkere en een licht gekleurde. De donkere vorm is egaal donker olijfkleurig bruin, de lichte vorm is van onder bleekgeel en van boven olijfbruin gespikkeld. Het is een schuwe vogel met een verborgen leefwijze.

## Verspreiding en leefgebied
Deze soort is endemisch op het eiland Tahiti. Vroeger kwam de soort waarschijnlijk voor op alle bergachtige eilanden van de Genootschapseilanden. De ondersoorten van de eilanden Moorea, Raiatea en Huahine zijn waarschijnlijk uitgestorven. Het leefgebied bestaat uit dicht bamboebos in rivierbeddingen en op berghellingen tot op 1700 m boven zeeniveau.

## Status
De langsnavelkarekiet heeft een zeer beperkt verspreidingsgebied en daardoor is de kans op uitsterven aanwezig. De grootte van de populatie werd in 2012 door BirdLife International geschat op 250 tot 1000 volwassen individuen. Het leefgebied wordt aangetast door de exploitatie van bamboe en daarnaast door de aanleg van infrastructuur zoals een stuwdam, wegen, onverharde wegen voor de toeristen in SUV's en exotische planten, die de oorspronkelijke vegetatie veranderen. Om deze redenen staat deze soort als bedreigd op de Rode Lijst van de IUCN.